# Wohnhaus Lindenweg 12
Das Wohnhaus Lindenweg 12 befindet sich in Bremen, Stadtteil Oberneuland, Lindenweg 12. Es entstand 1922 nach Plänen von Hans Haering. 
Es steht seit 1991 unter Bremer Denkmalschutz.

## Geschichte
Das eingeschossige, verklinkerte Haus mit einem Krüppelwalmdach und dem Zwerchgiebel wurde 1921/22 in der Zwischenkriegszeit im konservativen Landhausstil gebaut. Auffällig sind die drei dekorativen gemauerten Halbkreise an der Straßenfront.
 
Heute (2018) wird das Haus zum Wohnen genutzt.
Der Architekt Haering entwarf in Bremen u. a. Haus Weltmann (1913, Rockwinkeler Heerstraße 119) und Landhaus Krages (1925, Marcusallee 11).